# Resolució 1883 del Consell de Seguretat de les Nacions Unides
La Resolució 1883 del Consell de Seguretat de les Nacions Unides fou adoptada per unanimitat el 4 d'agost de 2009. Després de recordar les resolucions 1770 (2007) i 1830 (2008) sobre la situació a l'Iraq, i petició del govern d'aquest país, el Consell va decidir ampliar el mandat de la Missió d'Assistència de les Nacions Unides per a l'Iraq (UNAMI) i del Representant Especial del Secretari General durant un any més.
El Consell de Seguretat va reiterar el seu suport al poble i al govern de l'Iraq en els seus esforços "per construir una nació segura, estable, federal, unitària i democràtica, basada en l'imperi de la llei i el respecte dels drets humans", i va autoritzar al cap de la UNAMI a assessorar al govern iraquià per avançar en el diàleg nacional i la reconciliació política, i a desenvolupar els processos per celebrar eleccions i referèndums. També va demanar al Secretari General que informés trimestralment sobre els progressos realitzats en el compliment de totes les responsabilitats de la UNAMI.